# Rudozem
Rudozem (búlgaro:Рудозем) é uma cidade da Bulgária, localizada no distrito de Smolyan. A sua população era de 3,583 habitantes segundo o censo de 2010.

## População
| Rudozem | Rudozem | Rudozem | Rudozem | Rudozem | Rudozem | Rudozem | Rudozem | Rudozem | Rudozem | Rudozem | Rudozem | Rudozem | Rudozem | Rudozem | Rudozem | Rudozem | Rudozem | Rudozem | Rudozem |
| --- | ------- | ------- | ------- | ------- | ------- | ------- | ------- | ------- | ------- | ------- | ------- | ------- | ------- | ------- | ------- | ------- | ------- | ------- | ------- |
| Ano | 1887    | 1910    | 1934    | 1946    | 1956    | 1965    | 1975    | 1985    | 1992    | 2001    | 2002    | 2003    | 2004    | 2005    | 2006    | 2007    | 2008    | 2009    | 2010    |
| População |         |         |         | …       | …       | 6,780   | 5,374   | 5,170   | 4,861   | 4,255   | 4,198   | 4,017   | 3,929   | 3,816   | 3,764   | 3,728   | 3,671   | 3,636   | 3,583   |
| Fontes: Instituto Nacional de Estatísticas, „citypopulation.de“, „pop-stat.mashke.org“, Bulgarian Academy of Sciences |         |         |         |         |         |         |         |         |         |         |         |         |         |         |         |         |         |         |         |